# Kyano Woutters
Kyano Woutters (De Panne, 2005) is een Belgische contentcreator die vooral bekend is onder zijn pseudoniem KassaTicket. Hij is actief op sociale mediaplatforms zoals TikTok, Instagram en YouTube. Zijn content varieert van humoristische sketches en typetjes tot uitdagingen, waaronder het 'scheerschuimmannetje'. In 2024 groeide zijn TikTok-volgersaantal van 100 stuks naar meer dan 235.000.
Zijn inspiratiebronnen zijn onder andere Enzo Knol en Timon Verbeeck. Daarnaast is hij ambassadeur voor de campagne 'Da's toch (nie) normaal?!' tegen online pesten.

## Persoonlijk leven
In 2023 behaalde hij zijn diploma humane wetenschappen aan het Immaculata in De Panne. Na zijn middelbare school besloot hij een sabbatjaar te nemen. 

## Onderscheidingen
- In 2024 won Woutters de Bisou Award in de categorie 'Music & Entertainment'.
- In januari 2025 ontving hij een 'Gouden K' in de categorie 'Beste Outfit' tijdens het evenement in het Antwerpse Sportpaleis.[1]
- In 2025 werd hij genomineerd voor de Kastaars in de categorie 'Content Creator'[2] en voor de Jamies als 'Rising Star'.